# Dicranomyia (Idiopyga) sternolobata
Dicranomyia (Idiopyga) sternolobata is een tweevleugelige uit de familie steltmuggen (Limoniidae). De soort komt voor in het Palearctisch gebied.